# Rafael Monares Cebrián
Rafael Monares Cebrián (Roa, província de Burgos 24 d'octubre de 1811-Alcalá de Henares, 13 d'abril de 1877) va ser un polític espanyol, ministre durant el regnat d'Isabel II d'Espanya.
Fill d'Antonio Monares Alonso, Escrivà Reial i de Teresa Cebrián y Cebrián, s'educa a l'Institut San Isidro de Madrid i a la Universitat de València, on s'hi llicencià en Dret en 1834. Catedràtic en la Universitat de València, exerceix d'advocat a València i a Albacete. En 1847 és escollit Degà del Col·legi d'Advocats de València i dos anys més tard Lletrat consultor del Tribunal de Comerç de la mateixa ciutat.
Adherit al progressisme, entra en política en 1854 i és elegit diputat per Albacete i València en 1854, 1858, 1863 i 1864 i més tard Vicepresident del Congrés dels Diputats. Fou nomenat subsecretari de Gracia i Justícia en 1863 amb Nicómedes Pastor Díaz, i el 3 de març d'aquest any, és nomenat ministre de Gracia i Justícia en el segon govern de Manuel Pando Fernández de Pinedo i senador vitalici de 1864 a 1868. Després de la revolució de 1868 es va exiliar a l'estranger. Va tornar després de la restauració borbònica però ja nova participar en política.